# Борге (Нурланн)
Борге (норв. Borge) — бывшая коммуна в фюльке Нурланн, Норвегия.
Коммуна была образована в 1837 году. В 1927 году дистрикт Вальберг, насчитывающий 625 жителей, был отделён от Борге и сам стал коммуной. После отделения в Боргене осталось 4 093 жителя.
1 января 1963 года коммуна она была объединена с коммунами Букснес, Хуль и Вальберг и образовала новую коммуну Вествогёй. Перед объединением население Боргена составляло 4 056 человек.